# Ужгородська греко-католицька богословська академія імені Теодора Ромжі
У́жгородська гре́ко-като́лицька богосло́вська акаде́мія і́мені блаженного Теодо́ра Ро́мжі — греко-католицький вищий навчальний заклад, розташований поблизу міста Ужгород на Закарпатті.

## Історія
Започаткування цього вагомого для Церкви духовного закладу краю сягає часів єпископа Михайла Мануїла Ольшавського, який у 1744 році заснував у м. Мукачево богословську школу. З 1778 року школа продовжує свою діяльність у стінах Ужгородського замку, який імператриця Марія-Терезія подарувала Мукачівському єпископу Андрію Бачинському.
Перенесена з Мукачева до Ужгорода богословська школа єпископа Ольшавського була перетворена владикою Бачинським у духовну семінарію з чотирирічним терміном навчання, що носила назву ім. Трьох Святителів. У 1941 році семінарія отримала статус академії.
З 1949 року, у час ліквідації Мукачівської греко-католицької єпархії, академію закрили.  Вихід тоді був один — підпільна семінарія, виховання та навчання протягом років по домах: у підпіллі з 1956 до 1991 року підготовлено і висвячено 53 священики.
Релігійна свобода, повернена у 1989 році, дала можливість відновити діяльність богословської академії, в м. Мукачево під керівництвом ректора — владики Йосифа Головача. Для покращення умов виховання семінаристів керівництво Мукачівської єпархії шукало можливості для спорудження нового будинку для богословської академії, оскільки старе приміщення — замок — перебуває у державній власності.
Отримавши у 1992 році територію під будівництво при в'їзді в с. Минай, що біля Ужгорода, 28 червня того ж року був посвячений наріжний камінь будови академії.
1992—1993 навчальний рік розпочали в Ужгороді, але ще не в новобудові, а лише у вагончиках, які були розміщені на території майбутньої академії: ні літня спека, ані зимовий холод не перешкоджали семінаристам докладати зусилля, щоб стати священиками. У травні 1995 року тут навчалося 43 студенти.
28 червня 2004 року на першому святкуванні свята Перенесення мощей Блаженного священномученика Теодора Ромжі кардинал Йозеф Томко з Риму освятив завершене будівництво нової семінарії і фундамент під нову семінарійну церкву. 28 червня 2007 року владика Мілан разом із кардиналом Теодором Едгаром Мак-Керріком, вашингтонським архиєпископом-емеритом, освятив нову церкву на території богословської академії.
6 грудня 2008 року духовна академія відсвяткувала 230 років її перенесення з Мукачева до Ужгороду і початок навчання у стінах Ужгородського замку.
З часу відновлення діяльності Мукачівської греко-католицької єпархії понад 150 студентів академії отримали дипломи про закінчення філософської та теологічної освіти.

## Випускники
Іванчо Даніель